# 長谷川一明
長谷川 一明（はせがわ かずあき）は、日本の実業家。西日本旅客鉄道（JR西日本）代表取締役会長。

## 経歴
三重県出身。1981年（昭和56年）、東京大学法学部を卒業し日本国有鉄道に入社。国鉄分割民営化後、JR西日本の経営企画部門や営業部門で勤務し、2005年（平成17年）のJR福知山線脱線事故発生時には神戸支社（現・近畿統括本部兵庫支社）次長として被害者対応にあたった。
2008年（平成20年）同社岡山支社長、2012年（平成24年）同取締役兼常務執行役員近畿統括本部長を経て、2016年（平成28年）6月に同代表取締役副社長に就任。非運輸業を担当する創造本部長を兼務し、奈良ホテルの子会社化や新ブランドホテルの展開、三菱重工業の不動産子会社買収など主に不動産事業に関わる。
2019年（令和元年）10月、社長の来島達夫から後任社長を打診され受諾し、12月1日付で同社代表取締役社長に就任した。JR西日本の社長交代は6月の定時株主総会に合わせるのが通例で、12月の交代について産経新聞は「異例」と報じている。
2025年（令和7年）6月、代表取締役会長に就任。

## 人物
家族は妻と子2人。趣味は釣り。座右の銘は「相互理解」「敬意と共感」。
国を支えるインフラ産業に興味を抱き旧国鉄に入社した。JR西日本前任社長の来島は長谷川を「切れと繊細さを兼ね備えた人物」と評している。JR福知山線脱線事故の経験から、社長就任翌日の幹部訓示や記者会見で長谷川は「基幹事業である鉄道の安全なくして、当社グループの成長はない」と述べている。

## 不祥事
2023年1月26日、大雪の影響でJR京都線や琵琶湖線の乗客が車内に閉じ込められた問題で、長谷川は「重大な運行トラブルを発生させ、深くおわび申し上げる」と陳謝した。この当日、雪の予報を受け設置された対策本部に出席していた長谷川は、他の役員らと共に厳しい口調で指示し、社員を萎縮させていたことが明らかになった。長谷川の発言はパワーハラスメントとしては認定されなかったものの、JR西は「再び輸送障害を起こしてはいけないという緊迫した場面で、厳しい口調になってしまった」と説明し、「社長も反省している」として、再発防止に努めるとしている。